# محمد موسى اليعقوبي
محمد بن موسى بن محمد علي اليعقوبي (1380 هـ - الآن) هو مرجع شيعي عراقي معاصر.
ولد في النجف سنة 1380 هجرية الموافق أيلول 1960 ميلادية، ونشأ في أسرة علمية دينية اشتهرت بالخطابة والأدب، انتقلت أسرته إلى بغداد منذ طفولته فأكمل دراسته الأكاديمية هناك حتى حصل على شهادة البكالوريوس في الهندسة المدنية من كلية الهندسة في جامعة بغداد عام 1982، وبعد انتهاء الحرب العراقية الإيرانية عام 1988 رجع إلى مسقط رأسه النجف، فانخرط في سلك رجال الدين ودرس الدراسات الدينية التقليدية في النجف حتى بلغ مرتبة البحث الخارج والتي درس أغلبها عند أستاذه المرجع الديني محمد محمد صادق الصدر، وبعد مقتل الأخير تصدى اليعقوبي للمرجعية الدينية واستقطب شريحة واسعة من المثقفين والشباب لأنه ينتمي إلى الطبقة الأكاديمية.
نهل المعارف الدينية منذ نعومة أظفاره حيث كان يرافق أباه ويحضر مجالس خطابته ويلتقطها بدقة ثم يسردها بالتفصيل - بعد عودته - على والدته، وكان أبوه يشيد بنبوغه المبكر أمام العلماء والفضلاء، وبدأ مطالعة الكتب وهو لم يتجاوز العاشرة من عمره، وألّف بحثاً موسعاً بعنوان (الخمر أم الخبائث) وهو لم يبلغ الحلم، وكان نوع الكتب التي يطالعها تتعمق كلما مرت عليه الأعوام.
والتحق أيضاً في بداية السبعينات خلال العطلة الصيفية بحوزة علمية دينية مصغرة أسسها علي العلوي في حي العبيدي ببغداد.
أكمل دراسته الأكاديمية في بغداد حتى حصل على شهادة البكالوريوس في الهندسة المدنية من كلية الهندسة /جامعة بغداد عام 1982 وكان عليه الالتحاق بالخدمة العسكرية بموجب التجنيد الإلزامي، وكانت يومئذ الحرب العراقية الإيرانية مشتعلة إلا إن تربيته الرساليـة جعلتـه يرفـض أن يرتدي ملابـس الظَـلَمـة ويكـون أحد أجزاء منظومة النظام السابق ولو للحظة واحدة، وانزوى في الدار رغم ان هذا القرار يكلفه حياته حيث كان جلاوزة النظام ينتشرون في كل مكان خصوصا في بغداد، ويُعدم رمياً بالرصاص المتخلف عن الخدمة العسكرية في حفلة علنية.
تفـرغ للمطالعة بدراسـة وتأمل وتحقيق وبـدأ يكتب ويؤلـف -ككتاب دور الأئمة في الحياة الإسلامية- مـن دون أن يجد من يرعى كفاءته في تلك الظروف القاهرة، وقد تمكن من التواصل مع الصدر الثاني، وكان ذلك عام 1985 م، وأثمر عن عدة كتابات ومراسلات في الفكر الإسلامي والأخلاق وتهذيب النفس طبعت ضمن كتابين هما (الشهيد الصدر الثاني كما أعرفه وكتاب (قناديل العارفين)، كما كتب الصدر الثاني من وحي تلك الأفكار موسوعته الضخمة (ما وراء الفقه) وكتاب (نظرة في فلسفة الأحداث) - في العالم المعاصر.
وبعد انتهاء الحرب العراقية الإيرانية عام 1988 رجع إلى النجف وتزوج ابنة محسن الموسوي الغريفي.
شارك في الانتفاضة الشعبانية عام 1991 وخرج مع المقاتلين من أبناء النجف للدفاع عن كربلاء بعد أن زحفت عليها قوات الحرس الجمهوري، لكنَّ المتمردين أرجعوه مع غير المسلحين إلى النجف فلم تتوفر له فرصة المشاركة في القتال.
وكتبَ بياناً وكلمات مهمة في نصرة الأنتفاضة ورفع معنويات شبابها، أُذيعَ بعضها من مكبرات الصوت للصحن الحيدري.
وبعد مبايعة الثوار الصدر الثاني قائداً للثورة قبل اعتقاله بيوم واحد شكَّـلَ «قده» خمس لجان لقيادتها، فجعل الشيخ اليعقوبي رئيساً للجنة السياسية والإعلامية.
لكن لم تستطع هذه اللجان مواصلة عملها بسبب هجوم قوات الحرس الجمهوري التابعة لحكومة صدام حسين على النجف في اليوم التالي لتشكيلها.

## مشاريعه
- جماعة فضلاء الحوزة: تأسست في النجف عام 2003 م بمبادرة من المرجع الشيخ محمد اليعقوبي، وهي جماعة دينية وظيفتها إشاعة الوعي الديني والضبط الاجتماعي بعد الفراغ الذي حصل بعد الاحتلال، وجاء تشكيل هذه الجماعة بعد الانفتاح والاتصال الذي أقامه اليعقوبي منذ مقتل محمد صادق الصدر 1999 م، ورغبة في تأسيس جناح سياسي لهذه الجماعة جاء تأسيس حزب الفضيلة الإسلامي.

## دراسته
بدأ الشيخ محمد بن موسي دراسته من السطوح المتوسطة (أي شرح اللمعة وأصول الفقه للمظفر) في جامعة النجف الدينية بقناعة من عميدها محمد كلانتر، وقطع مراحل الدراسة بفترة قياسية بجد واشتغال، وتزامناً مع دراسته للسطوح العالية التحق ببحوث الخارج برغبة من الصدر «قده» فحضر بحث الأصول اللفظية عنده «قده» من شوال 1414 حتى استشهاده في ذي القعدة /1419 هـ، وحضر بحوث الأصول العملية عند سماحة آية الله الشيخ محمد إسحاق الفياض (1417- 1421) وحضر في الفقه عند آية الله علي الحسيني السيستاني في (1415- 1420) وعند الميرزا علي الغروي (1416-1418) ودوّن كل تقريراتها.
بـدا بتدريس المقدمـات قبل مرور سنـة على التحاقـه بالحوزة العلمية في جامعة النجف، ثم تدرج في تدريس السطوح المتوسطة (اللمعة وأصول الفقه) والعالية (المكـاسب والكفاية)، وكانت حلقته العلمية من أوسع الحلقات حضوراً وأكثرها عطاءً.
وبدا إلقاء محاضراته في البحث الخارج في الفقه في شعبان / 1427 هـ، واختار المسائل الخلافية لتكون موضوعاً لبحثه، حيث يختار مسائل ذات عمق علمي ومثار جدل بين الفقهاء ليكون أكثر إنضاجاً للفضيلة العلمية، ويحضر بحثه الآن أكثر من (125) من فضلاء وأساتذة الحوزة العلمية.وقد حرر إلى الآن عدة مسائل مهمة علمياً وعملياً، وتُطبع هذه البحوث تباعاً في كتاب عنوانه (فقه الخلاف), وقد صدرت منه سبع مجلدات ضمّت خمساً واربعين مسألة، ومن مميزات بحثه تعرّضه لآراء أساطين القدماء وأعلام المعاصرين من مدرستي النجف وقم.
له رسالة عملية بعنوان (سُبُل السلام) وقد صدر المجلد الأول منها عام 1430هـ ضم العبادات وأعيد طبعه مراراً، ويواصل إنجاز الجزء الثاني في المعاملات وقد اوشك على الانتهاء، كما صدرت له رسالة عملية موسعة في مناسك الحج وأعيد طبعها مرات.
هجمات ضده
تعرض اليعقوبي الى هجمات عديدة منها اصدر فيه مكتب المرجع الاعلى السيد علي السيستاني فتوى (( لا وليحذر المؤمنون من الاغترار بمثل هذه الدعاوى )) واثارت هذه الفتوى حفيظة العديد من المعارضين والمؤيدين لها وايضا خرجت فتاوى من علماء اخرين نفو مرجعيته منهم السيد الحائري والفياض .

## مؤلفاته
- فقه الخلاف 10 أجزاء
- خطاب المرحلة 11 جزء
- الأسوة الحسنة للقادة والمصلحين.
- دور الأئمة في الحياة الإسلامية.
- المعالم المستقبلية للحوزة العلمية.
- الرياضيات للفقيه.
- المشتق عند الأصوليين جزئين
- الشهيد الصدر الثاني كما أعرفه.
- قناديل العارفين.
- ثلاثة يشكون.
- الفقه الاجتماعي.
- نحن والغرب.
- من وحي الغدير.
- فقه طلبة الجامعات.
- سبل السلام (الرسالة العملية الفقهية).
- شكوى القران
- شكوى المسجد
- شكوى الامام
- سبل السلام المعاملات